# Batu Panco (Curup Utara)
Batu Panco is een bestuurslaag in het regentschap Rejang Lebong van de provincie Bengkulu, Indonesië. Batu Panco telt 1000 inwoners (volkstelling 2010).